# ルカ・ニオラゼ
ルカ・ニオラゼ（グルジア語: ლუკა ნიორაძე、グルジア語ラテン翻字: Luka Nioradze、1999年4月6日 - ）は、プロD2スタッド・オーリヤコワ・カンタル・オーヴェルニュに所属するラグビーユニオン選手。

## プロフィール
- ジョージア・トビリシ出身[1]。
- ポジションはフッカー(HO)。
- 身長 181cm、体重 108kg
- U20ジョージア代表に選ばれたことがある[2]。
- ジョージア代表キャップは7（2024年7月現在）でラグビーワールドカップ2023のジョージア代表に選ばれた[3]。

## 略歴
2019年、オーリヤックに加入。 